# Dater-Gletscher
Der Dater-Gletscher ist ein steiler Talgletscher im westantarktischen Ellsworthland. Er fließt gewunden in nordöstlicher Richtung von den Osthängen des Vinson-Massivs zum Rutford-Eisstrom, der die Sentinel Range des Ellsworthgebirges östlich flankiert. Im unteren Abschnitt unmittelbar nördlich der Flowers Hills fließt der Dater-Gletscher mit dem Ende des Ellen-Gletschers zusammen.
Entdeckt wurde er bei einem Überflug zwecks Erstellung von Luftaufnahmen durch die Flugstaffel VX-6 der United States Navy zwischen dem 14. und 15. Dezember 1959. Diese Luftaufnahmen dienten dem United States Geological Survey für eine Kartierung. Das Advisory Committee on Antarctic Names benannte den Gletscher 1961 nach dem US-amerikanischen Historiker Henry Murray Dater Jr. (1909–1974), Chronist des United States Antarctic Program.